# Ernest Ellis Clark
Ernest Ellis Clark (1869 ? - 1932) est un artiste originaire de Derby qui travaille pour la Royal Crown de Derby, compagnie de porcelaine fine. Trois de ses tableaux sont au Derby Museum and Art Gallery.

## Biographie

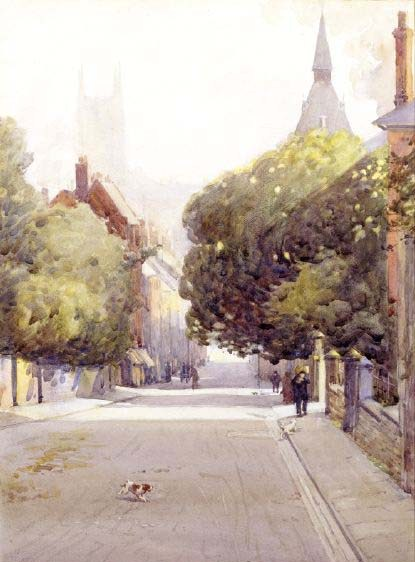
Green Street, Derby

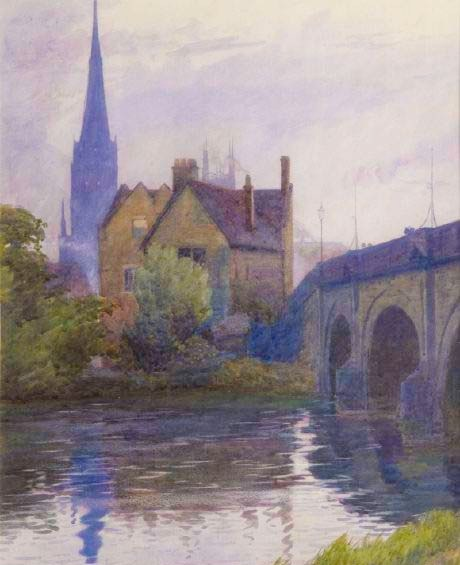
St Marys On The Bridge, Derby

Clark est né à Derby. Après avoir étudié l'art au cours du soir, il commence à travailler à la Royal Crown de Derby et devient assistant en art puis professeur à la faculté d'arts de Derby. Il gagne de nombreux prix pour ses œuvres, dont une médaille nationale d'argent en ornement et dessin. À la quarantaine, il sert dans la Royal Field Artillery (en) durant la Première Guerre mondiale. Son unique livre est un guide de dessin pour ses étudiants, basé sur la forme des plantes. Il y présente des dessins, mais se garde de montrer comme faire des décorations à partir de ceux-ci. Clark écrit : « on ne répétera jamais assez aux étudiants que la meilleure technique est de faire leurs propres recherches directement depuis la nature. »
Trois de ses peintures sont exposées au Derby Museum and Art Gallery, auquel elles ont été offertes par Alfred Goodey. Le tableau de Green Street a été peint trois ans avant la construction du Théâtre de l'Hippodrome, sur la gauche, et on peut voir sur la droite la faculté d'arts où Clark a étudié.
Clark est mort à Derby en 1932, à l'âge de 63 ans, et ses œuvres sont libres de droit depuis 2002.